# Tyias Browning
Tyias Browning (nascido em 27 de maio de 1994) é um futebolista inglês que atua como zagueiro. Atualmente, defende o Shanghai Port.